# Xaçmaz (Oğuz)
Xaçmaz è un comune dell'Azerbaigian situato nel distretto di Oğuz. Conta una popolazione di 6 045 abitanti.